# Államok vezetőinek listája 1944-ben
Ezen az oldalon az 1944-ben fennálló államok vezetőinek névsora olvasható földrészek, majd országok szerinti bontásban.

## Európa
- Albánia
- 1944 novemberében véget ért a német megszállás.
  - Államfő – 
    1. Mehdi Frashëri, a régenstanács elnöke (1943-1944)
    2. Omer Nishani (1944–1953), lista

  - Kormányfő – 
    1. Rexhep Mitrovica (1943–1944)
    2. Fiqri Dine (1944)
    3. Ibrahim Biçakçiu (1944)
    4. Enver Hoxha (1944–1954), lista
- Andorra (parlamentáris társhercegség)
  - Társhercegek
    - Francia társherceg –

    1. Philippe Pétain (1940–1944)
    2. Charles de Gaulle (1944–1946), lista

    - Episzkopális társherceg – Ramon Iglesias i Navarri (1943–1969), lista
- Belgium (monarchia)
- 1944 szeptemberében véget ért a német megszállás.
  - Német kormányzó -
    1. Alexander von Falkenhausen (1940–1944)
    2. Josef Grohé (1944)

  - Uralkodó – III. Lipót király (1934–1951)[1]
  - Régens – Károly herceg, Flandria grófja, Belgium régense (1944–1950)
  - Kormányfő - Hubert Pierlot (1944–1945), lista
  - Száműzetésben működő belga kormány
  - 1944 szeptemberében visszatért Belgiumba
    - Kormányfő – Hubert Pierlot (1939–1944)
- Bolgár Cárság (monarchia)
  - Uralkodó – II. Simeon (1943–1946)
  - Régens – 
    1. Kirill herceg, Bogdan Filov, Nikola Mihov, (1943–1944) régenstanács
    2. Venelin Ganev, Todor Pavlov, Cvjatko Bobosevszki, (1944–1946) régenstanács

  - Kormányfő – 
    1. Dobri Bozsilov (1943–1944)
    2. Ivan Bagrjanov (1944)
    3. Konsztantyin Muraviev (1944)
    4. Kimon Georgiev (1944–1946), lista
- Cseh–Morva Protektorátus (német protektorátus)
  - Német kormányzó - Wilhelm Frick (1943–1945)
  - Államfő - Emil Hácha (1938–1945), lista
  - Kormányfő – Jaroslav Krejčí (1942–1945), lista
  - Csehszlovák emigráns kormány
    - Elnök - Edvard Beneš (1940–1945)
    - Kormányfő - Jan Šrámek (1940–1945)
- Dánia (német megszállás alatt)
  - Uralkodó – X. Keresztély király (1912–1947)
  - Kormányfő – nincs (1943–1945), lista
  - Német kormányzó - Werner Best (1942–1945)
- Egyesült Királyság (parlamentáris monarchia)
  - Uralkodó – VI. György Nagy-Britannia királya (1936–1952)
  - Kormányfő – Winston Churchill (1940–1945), lista
- Finnország (köztársaság)
  - Államfő – 
    1. Risto Ryti (1940–1944)
    2. Carl Gustaf Emil von Mannerheim (1944–1946), lista

  - Kormányfő - 
    1. Edwin Linkomies (1943–1944)
    2. Antti Hackzell (1944)
    3. Urho Castrén (1944)
    4. Juho Kusti Paasikivi (1944–1946), lista

  -  Åland –
    - Kormányfő – Viktor Strandfält (1938–1955)
- Franciaország (köztársaság)
- A német megszállás alatt álló Francia Államot fokozatosan, 1944 augusztusáig váltotta fel a Francia Köztársaság.
  - Államfő – 
    1. Philippe Pétain (1940–1944)
    2. Charles de Gaulle ideiglenes államelnök (1944–1946), lista

  - Kormányfő - Pierre Laval (1942–1944)
- Görögország (monarchia)
- 1944 októberéig német megszállás alatt.
  - Német kormányzó - Hermann Neubacher (1943–1944)
  - Államfő - Joánisz Rálisz (1943–1944)
  - Uralkodó – II. György király (1935–1947)[2]
  - Régens – Damaszkinosz athéni érsek (1944–1946)
  - Kormányfő – Jórgosz Papandréu (1944–1945), lista
  - Görög emigráns kormány (1944. október 18-án visszatért)
  - Uralkodó – II. György király (1935–1947)
  - Kormányfő –
    1. Emanuíl Cuderósz (1941–1944)
    2. Szofoklísz Venizélosz (1944)
    3. Jórgosz Papandréu (1944)
- Hollandia (német megszállás alatt)
  - Német kormányzó - Arthur Seyß-Inquart (1940–1945)
  - Holland emigráns kormány
  - Uralkodó – Vilma királynő (1890–1948)
  - Miniszterelnök – Pieter Sjoerds Gerbrandy (1940–1945), lista
- Horvátország (német bábállam, német megszállás alatt)
  - Államfő - Ante Pavelić (1941–1945)
  - Kormányfő - Nikola Mandić (1943–1945)
- Izland (parlamentáris monarchia, köztársaság)
- Az Izlandi Királyság 1944. június 17-én vált Izlandi Köztársasággá.
  - Uralkodó - X. Keresztély (1918–1944)
  - Régens - Sveinn Björnsson (1941–1944)
  - Államfő – Sveinn Björnsson (1944–1952), lista
  - Kormányfő – 
    1. Björn Þórðarson (1942–1944)
    2. Ólafur Thors (1944–1947), lista
- Írország
  - Uralkodó – VI. György ír király (1936–1949)
  - Államfő – Douglas Hyde (1938–1945), lista
  - Kormányfő – Éamon de Valera (1932–1948), lista
- Jugoszlávia (köztársaság)
  - A kommunista párt vezetője – Josip Broz Tito (1936–1980), a Jugoszláv Kommunista Liga Elnökségének elnöke
  - Államfő – Ivan Ribar (1943–1953), Jugoszlávia Elnöksége elnöke, lista
  - Kormányfő – Josip Broz Tito (1943–1963), lista
  -  Jugoszláv Királyság emigráns kormány
  - Uralkodó – II. Péter király (1934–1945)[3]
  - Kormányfő –
    1. Božidar Purić (1943–1944)
    2. Ivan Šubašić (1944–1945)
- Lengyelország (részben német megszállás alatt, részben köztársaság)
- 1944. január 1-én a visszaszerzett területen kikiáltották a Lengyel Köztársaságot.
  - A kommunista párt vezetője – Władysław Gomułka (1943–1948), a Lengyel Egyesült Munkáspárt KB első titkára
  - Államfő – Bolesław Bierut (1944–1952), lista
  - Kormányfő – Edward Osóbka-Morawski (1944–1947), lista
  - Lengyel emigráns kormány
  - Államfő – Władysław Raczkiewicz (1939–1947)
  - Kormányfő –
    1. Stanisław Mikołajczyk (1943–1944)
    2. Tomasz Arciszewski (1944–1947)
- Liechtenstein (parlamentáris monarchia)
  - Uralkodó – II. Ferenc József herceg (1938–1989)
  - Kormányfő – Josef Hoop (1928–1945), lista
- Luxemburg (monarchia)
- A német megszállás 1944. szeptemberében véget ért és az emigráns kormány hazatért.
  - Uralkodó – Sarolta nagyhercegnő (1919–1964)[4]
  - Kormányfő – Pierre Dupong (1937–1953),[5] lista
- Magyar Királyság (német megszállás alatt)
- Német megszállás alatt 1944 áprilisától, a Magyar Királyságot októberben felváltotta a Ideiglenes Nemzeti Kormány.
  - Államfő – 
    1. Horthy Miklós (1920–1944)
    2. Szálasi Ferenc (1944–1945), lista

  - Kormányfő – 
    1. Kállay Miklós (1942–1944)
    2. Sztójay Döme (1944)
    3. Lakatos Géza (1944)
    4. Szálasi Ferenc (1944-1945)
    5. Miklós Béla az Ideiglenes Nemzeti Kormány feje (1944–1945), lista
- Monaco (monarchia)
- 1944 szeptemberéig német megszállás alatt.
  - Uralkodó – II. Lajos herceg (1922–1949)
  - Államminiszter – 
    1. Émile Roblot (1937–1944)
    2. Pierre Blanchy (1944)
    3. Pierre de Witasse (1944–1948), lista
- Montenegró (német megszállás alatt)
- A német megszállás befejeztével, 1944. december 5-én visszaintegrálódott Jugoszláviába.
  - Kormányzó –
    1. Theodor Geib (1943–1944)
    2. Wilhelm Keiper (1944) német kormányzó

  - Kormányfő – Ljubo Vukčevič (1943–1945), a Nemzeti Bizottság elnöke
- Németország
  - Államfő - Adolf Hitler (1934–1945), lista
- Norvégia (német megszállás alatt)
  - Német kormányzó - Josef Terboven (1940–1945)
  - Kormányfő – Vidkun Quisling (1942–1945)
  - Norvég emigráns kormány:
  - Uralkodó – VII. Haakon király (1905–1957)[6]
  - Kormányfő - Johan Nygaardsvold (1935–1945),[6] lista
- Olaszország
  -  Olasz Királyság (monarchia)
  - Uralkodó -III. Viktor Emánuel király (1900–1946)
  - Régens - Umbertó piemonti herceg (1944-1946)
  - Kormányfő – 
    1. Pietro Badoglio (1943–1944)
    2. Ivanoe Bonomi (1944–1945), lista

  -  Olasz Szociális Köztársaság (német bábállam)
    - Államfő - Benito Mussolini (1943–1945)
- Portugália (köztársaság)
  - Államfő – Óscar Carmona (1926–1951), lista
  - Kormányfő – António de Oliveira Salazar (1933–1968), lista
- Román Királyság (monarchia)
  - Uralkodó – I. Mihály király (1940–1947)
  - Kormányfő – 
    1. Ion Antonescu (1940–1944)
    2. Constantin Sănătescu (1944)
    3. Nicolae Rădescu (1944–1945), lista
- San Marino (köztársaság)
  - San Marino régenskapitányai:
    1. Marino Della Balda és Sante Lonfernini (1943–1944)
    2. Francesco Balsimelli és Sanzio Valentini (1944)
    3. Teodoro Lonfernini és Leonida Suzzi Valli (1944–1945), régenskapitányok
- Spanyolország (totalitárius állam)
  - Államfő – Francisco Franco (1936–1975)
  - Kormányfő – Francisco Franco (1938–1973), lista
- Svájc (konföderáció)
  - Szövetségi Tanács:[7]
  - Marcel Pilet-Golaz (1928–1944), Philipp Etter (1934–1959), Walther Stampfli (1940–1947), elnök, Enrico Celio (1940–1950), Eduard von Steiger (1940–1951), Karl Kobelt (1940–1954), Ernst Nobs (1943–1951), Max Petitpierre (1944–1961)
- Svédország (parlamentáris monarchia)
  - Uralkodó – V. Gusztáv király (1907–1950)
  - Kormányfő – Per Albin Hansson (1936–1946), lista
- Szerbia (német megszállás alatt)
- A német megszállás 1944. október 20-án ért véget.
  - Német kormányzó – Hans Felber (1943–1944), Délkelet-Európa parancsnoka
  - Kormányfő – Milan Nedić (1941–1944), a Szerb Nemzeti Megmentés kormányának elnöke
- Szlovákia (német bábállam)
- 1944. augusztus 28-tól német megszállás alatt.
  - Államfő – Jozef Tiso (1939–1945) lista
  - Kormányfő –
    1. Vojtech Tuka (1939–1944)
    2. Štefan Tiso (1944–1945) lista
- Szovjetunió (szövetségi népköztársaság)
  - A kommunista párt vezetője – Joszif Sztálin (1922–1953), a Szovjetunió Kommunista Pártjának főtitkára
  - Államfő – Mihail Kalinyin (1919–1946), lista
  - Kormányfő – Joszif Sztálin (1941–1953), lista
- Vatikán (abszolút monarchia)
  - Uralkodó – XII. Piusz pápa (1939–1958)
  - Államtitkár – Nicola Canali bíboros (1939–1961), lista

## Afrika
- Dél-afrikai Unió (monarchia)
  - Uralkodó – VI. György, Dél-Afrika királya (1936–1952)
  - Főkormányzó – Nicolaas Jacobus de Wet (1943–1946), Dél-Afrika kormányát igazgató tisztviselő
  - Kormányfő – Jan Smuts (1939–1948), lista
- Egyiptom (monarchia)
  - Uralkodó – I. Farúk király (1936–1952)
  - Kormányfő – 
    1. Musztafa en-Nahhász Pasa (1942–1944)
    2. Ahmad Máhir Pasa, (1944–1945), lista
- Etiópia (monarchia)
  - Uralkodó – Hailé Szelasszié császár (1930–1974)[8]
  - Miniszterelnök – Makonnen Endelkacsu (1942–1957), lista
- Libéria (köztársaság)
  - Államfő – 
    1. Edwin Barclay (1930–1944)
    2. William Tubman (1944–1971), lista

## Dél-Amerika
- Argentína (köztársaság)
  - Államfő – 
    1. Pedro Pablo Ramírez (1943–1944)
    2. Edelmiro Julián Farrell (1944–1946), lista
- Bolívia (köztársaság)
  - Államfő – Gualberto Villarroel köztársasági elnök (1943–1946), lista
- Brazília (köztársaság)
  - Államfő – Getúlio Vargas (1930–1945), lista
- Chile (köztársaság)
  - Államfő – Juan Antonio Ríos (1942–1946), lista
- Ecuador (köztársaság)
  - Államfő – 
    1. Carlos Alberto Arroyo del Río (1940–1944)
    2. José María Velasco Ibarra (1944–1947), lista
- Kolumbia (köztársaság)
  - Államfő – Alfonso López Pumarejo (1942–1945), lista
- Paraguay (köztársaság)
  - Államfő – Higinio Moríñigo (1940–1948), lista
- Peru (köztársaság)
  - Államfő – Manuel Prado Ugarteche (1939–1945), lista
  - Kormányfő –
    1. Alfredo Solf y Muro (1939–1944)
    2. Manuel Cisneros Sánchez (1944–1945), lista
- Uruguay (köztársaság)
  - Államfő – Juan José de Amézaga (1943–1947), lista
- Venezuela (köztársaság)
  - Államfő – Isaías Medina Angarita (1941–1945), lista

## Észak- és Közép-Amerika
- Amerikai Egyesült Államok (köztársaság)
  - Államfő – Franklin D. Roosevelt (1933–1945), lista
- Costa Rica (köztársaság)
  - Államfő – 
    1. Rafael Ángel Calderón Guardia (1940–1944)
    2. Teodoro Picado Michalski (1944–1948), lista
- Dominikai Köztársaság (köztársaság)
  - De facto országvezető – Rafael Trujillo Molina (1930–1961)
  - Államfő – Rafael Trujillo Molina (1942–1952), lista
- Salvador (köztársaság)
  - Államfő – 
    1. Maximiliano Hernández Martínez (1935–1944)
    2. Andrés Ignacio Menéndez ideiglenes elnök (1944)
    3. Osmín Aguirre y Salinas ideiglenes elnök (1944–1945), lista
- Guatemala (köztársaság)
  - Államfő – 
    1. Jorge Ubico (1931–1944)
    2. Juan Federico Ponce Vaides ideiglenes elnök (1944)
    3. Forradalmi junta (1944–1945), lista
- Haiti (köztársaság)
  - Államfő – Élie Lescot (1941–1946), lista
- Honduras (köztársaság)
  - Államfő – Tiburcio Carías Andino (1933–1949), lista
- Kanada (parlamentáris monarchia)
  - Uralkodó – VI. György király (1936–1952)
  - Főkormányzó – Alexander Cambridge (1940–1946), lista
  - Kormányfő – William Lyon Mackenzie King (1935–1948), lista
- Kuba 
  - Államfő – 
    1. Fulgencio Batista (1940–1944)
    2. Ramón Grau (1944–1948), lista

  - Kormányfő –
    1. Ramón Zaydín (1942–1944)
    2. Anselmo Alliegro y Milá (1944)
    3. Félix Lancís Sánchez (1944–1945), lista
- Mexikó (köztársaság)
  - Államfő – Manuel Ávila Camacho (1940–1946), lista
- Nicaragua (köztársaság)
  - Államfő – Anastasio Somoza (1937–1947), lista
- Panama (köztársaság)
  - Államfő – Ricardo Adolfo de la Guardia Arango (1941–1945), lista

## Ázsia
- Afganisztán (monarchia)
  - Uralkodó – Mohamed Zahir király (1933–1973)
  - Kormányfő – Mohammad Hasim Khan (1929–1946), lista
- Burma (japán bábállam)
  - Államfő - Ba Mo (1943–1945)
  - Kormányfő - Ba Mo (1942–1945)
- Fülöp-szigetek (japán bábállam)
  - Államfő – José P. Laurel (1943–1945), lista
- Irak (monarchia)
  - Uralkodó – II. Fejszál király (1939–1958)
  - Régens – 'Abd al-Ilah régens (1941–1953)
  - Kormányfő – 
    1. Núri al-Szaid (1941–1944)
    2. Hamdi al-Pacsacsi (1944–1946), lista
- Irán (monarchia)
  - Uralkodó – Mohammad Reza Pahlavi sah (1941–1979)
  - Kormányfő –
    1. Ali Szoheili (1943–1944)
    2. Mohammad Szaed (1944)
    3. Morteza-Koli Bajat (1944–1945), lista
- Japán (császárság)
  - Uralkodó – Hirohito császár (1926–1989)
  - Kormányfő – 
    1. Tódzsó Hideki (1941–1944)
    2. Koiszo Kuniaki (1944–1945), lista
- Jemen (monarchia)
  - Uralkodó – Jahia Mohamed Hamidaddin király (1904–1948)[9]
- Kína (köztársaság)
  - Államfő – Csang Kaj-sek (1943–1949), Kína Nemzeti Kormányának elnöke, lista
  - Kormányfő – Csang Kaj-sek (1939–1945), lista
  -  Nankingi Kínai Köztársaság (japán bábállam)
    - Államfő -

    1. Vang Csing-vej (1940–1944)
    2. Csen Kung-po (1944–1945)

  -  Mandzsukuo (japán bábállam)
    - Uralkodó - Pu Ji (1932–1945)
    - Kormányfő - Csang Csing-huj (1935–1945)

  -  Kelet-Turkesztán (el nem ismert szakadár állam)
  - 1944. november 12-én kiáltotta ki függetlenségét
    - Államfő - Elihan Tore (1944–1946)

  -  Tibet (el nem ismert, de facto független állam)
    - Uralkodó – Tendzin Gyaco, Dalai láma (1937–)[10]
- Libanon (köztársaság)
  - Államfő – Becsara El Khúri (1943–1952), lista
  - Kormányfő – Riad asz-Szolh (1943–1945), lista
- Maszkat és Omán (abszolút monarchia)
  - Uralkodó – III. Szaid szultán (1932–1970)
- Mongólia (népköztársaság)
  - A kommunista párt vezetője – Jumdzságin Cedenbál (1940–1954), a Mongol Forradalmi Néppárt Központi Bizottságának főtitkára
  - Államfő – Goncsigín Bumcend (1940–1953), Mongólia Nagy Népi Hurálja Elnöksége elnöke, lista
  - Kormányfő – Horlógín Csojbalszan (1939–1952), lista
- Nepál (alkotmányos monarchia)
  - Uralkodó – Tribhuvana király (1911–1950)
  - Kormányfő – Dzsuddha Samser Dzsang Bahadur Rana (1932–1945), lista
- Szaúd-Arábia (abszolút monarchia)
  - Uralkodó – Abdul-Aziz király (1902–1953)[11]
- Thaiföld (parlamentáris monarchia)
  - Uralkodó – Ananda Mahidol király (1935–1946)
  - Régens – Pridi Panomiong (1944–1945), Thaiföld régense
  - Kormányfő – 
    1. Plek Pibunszongram (1938–1944)
    2. Kuang Apajvong (1944–1945), lista
- Törökország (köztársaság)
  - Államfő – İsmet İnönü (1938–1950), lista
  - Kormányfő – Şükrü Saracoğlu (1942–1946), lista
- Tuva (népköztársaság)
- 1944. október 11-én a Szovjetunió annektálta.
  - A kommunista párt főtitkára – Szalcsak Toka (1932–1944)
  - Államfő – Hertek Ancsimaa-Toka (1940–1944)
  - Kormányfő – Szarig-Dongak Csimba (1940–1944)

## Óceánia
- Ausztrália (parlamentáris monarchia)
  - Uralkodó – VI. György Ausztrália királya (1936–1952)
  - Főkormányzó – Alexander Hore-Ruthven (1936–1945), lista
  - Kormányfő – John Curtin (1941–1945), lista
- Új-Zéland (parlamentáris monarchia)
  - Uralkodó – VI. György Új-Zéland királya (1936–1952)
  - Főkormányzó – Sir Cyril Newall (1941–1946), lista
  - Kormányfő – Peter Fraser (1940–1949), lista